# BCW Stockholm
BCW Stockholm (f.d. Burson-Marsteller & Cohn & Wolfe) är en kommunikationsbyrå som grundades år 1980 i Sverige. Byrån leds sedan 2010 av Marta Karlqvist och har idag ca 40 medarbetare i Stockholm.
Bland byråns kunder finns en blandning av konsumentvarumärken, läkemedelsföretag och B2B-företag, bland andra Carlsberg Sverige, Cisco, BMW, Amazon och Unibet.
BCW Stockholm har vunnit flera utmärkelser i svenska och internationella tävlingar, bland annat i Cannes Lions, Guldägget, Spinn, Sabre Awards och European Excellence Awards. Byrån utsågs också till Nordens bästa byrå i i Agencies of the Year EMEA 2020.
BCW har globalt fler än 160 kontor och över 4000 anställda i 112 länder. huvudkontoret ligger i New York. Företaget är en del av kommunikationskoncernen WPP.